# Lingua caroliniana
La lingua caroliniana è una lingua micronesiana parlata nelle Isole Marianne Settentrionali.

## Distribuzione geografica
Secondo l'edizione 2009 di Ethnologue, nel censimento del 1990 risultavano circa 3.000 locutori stanziati sulle isole di Agrihan, Anathan e Saipan. La lingua è attestata anche negli Stati Uniti d'America.

## Classificazione
Il carolinano è una lingua del sottogruppo delle lingue micronesiane, appartenenti alla grande famiglia delle lingue austronesiane.
Talvolta denominata sud-caroliniano per distinguerla dal nord-caroliniano o lingua tanapag, condivide il 95% del suo lessico con la lingua satawalese e l'88 % con la lingua woleaiana e la lingua puluwat. 

## Sistema di scrittura
Per la scrittura si utilizza l'alfabeto latino.